# نهر فروموسو

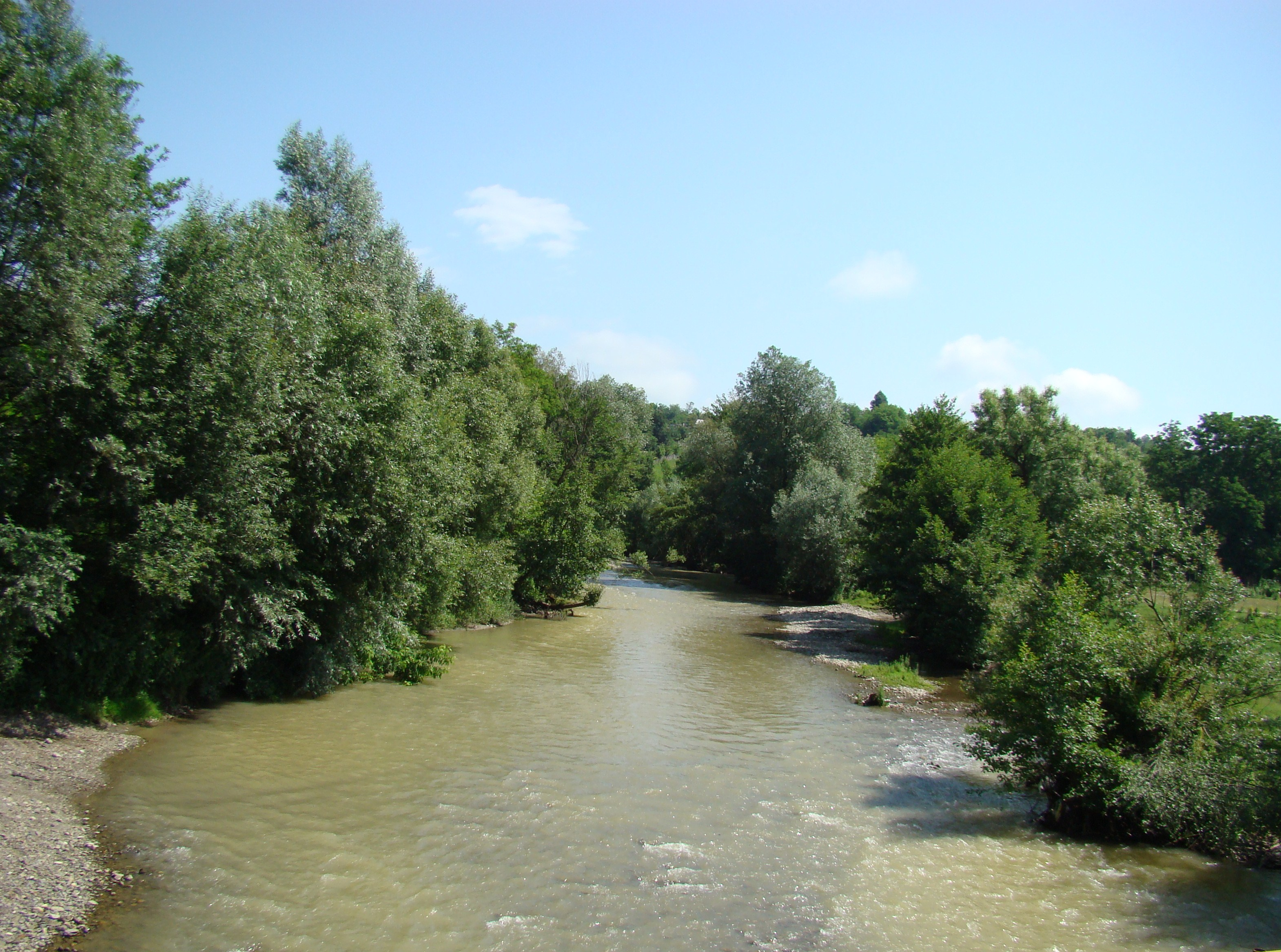
نهر موترو.

نهر فروموسو هو رافد لنهر موترو في رومانيا.